# Zhang Ailing
Eileen Chang (30 septembrie, 1920 – 8 septembrie, 1995) a fost o scriitoare originară din China, stabilită în Statele Unite.